# ВОП-1
ВОП-1 (Виктор Осипович Писаренко — первый) — легкомоторный самолёт конструкции В. О. Писаренко, первый советский удачно летавший свободнонесущий низкоплан.
Самолёт был построен в мастерских Качинской авиашколы в 1923 г. , при активной помощи учащихся этой школы. Материалом для конструкции служили подручные материалы и части старых самолётов. Первый полёт был выполнен самим конструктором 27 ноября 1923 г. В январе 1924 г. ВОП-1 был перевезён в Москву, где на нём были выполнены сотни полётов.

## Конструкция
ВОП-1 представлял собой свободнонесущий низкоплан деревянной расчалочной конструкции. Неразъемное крыло имело профиль который был разработан Писаренко самостоятельно. Двигатель «Анзани» имел мощность всего 35 л.с. 

## Основные характеристики
- Экипаж: один пилот
- Длина: 5
- Высота:
- Размах крыльев: 7,5
- Площадь крыльев: 10,0
- Взлётная масса: 322
- Двигатель: 1 × «Анзани» 35 л.с.
- Максимальная скорость: 120
- Продолжительность полёта:
- Дальность полёта:
- Практический потолок:1200